# Astacoidea
Gli Astacoidea Latreille, 1802 sono una superfamiglia appartenente all'ordine dei decapodi, caratterizzata da corpo compresso dorsoventralmente, chele grandi, ventaglio caudale. A questo gruppo appartengono numerose specie chiamate comunemente gamberi.

## Tassonomia
In questa superfamiglia sono riconosciute quattro famiglie:
- Astacidae Latreille, 1802
- Cambaridae H.H.Jr. Hobbs, 1942
- Cricoidoscelosidae Taylor, Schram & Shen, 1999 †
- Parastacidae Villalobos, 1955